# Bergara (Gipuzkoa)
Bergara (baskisch und offiziell; spanisch Vergara) ist eine Stadt in der Provinz Gipuzkoa im spanischen Baskenland. Sie hat 14.471 Einwohner (Stand: 2024).

## Geografie
Die Gemeinde grenzt an die Gemeinden Antzuola, Azkoitia, Eibar, Elgeta, Elgoibar, Elorrio, Arrasate/Mondragón, Oñati und Soraluze-Placencia de las Armas.

## Geschichte
Während der Karlistenkriege diente Bergara als Hauptstadt und Königshof der Carlisten. Dort bewirkte der so genannte abrazo de Vergara (span.: Umarmung von Bergara), ein Abkommen, das am 31. August 1839 von General Rafael Maroto und von Baldomero Espartero, Prinz von Vergara, unterzeichnet wurde, einen zeitweiligen Waffenstillstand im Ersten Karlistenkrieg.

## Bevölkerungsentwicklung
| 1842  | 1900  | 1950   | 1981   | 1991   | 2001   | 2011   |
| ----- | ----- | ------ | ------ | ------ | ------ | ------ |
| 3.785 | 5.948 | 10.455 | 16.049 | 15.567 | 14.965 | 14.610 |

## Persönlichkeiten
- Víctor Unamuno (1909–1988), Fußballspieler
- Mikel Herzog (* 1960), Sänger
- Vanesa Gimbert Acosta (* 1980), Fußballspielerin
- Yon González (* 1986), Schauspielerin